# アンナ・ステラ・シック
アンナ・ステラ・シック（Anna Stella Schic、1922年6月30日 - 2009年2月1日）は、ブラジルのサンパウロ州カンピーナス出身のピアニスト、音楽学者。夫はフランス人作曲家のミシェル・フィリポ。
ブラジルに生まれ6歳で初めて舞台で演奏を披露すると、やがてマルティン・クラウゼを師と仰ぐホセ・クリアス（José Kliass）（ロシア語）に指導を受け、間接的にフランツ・リストの孫弟子となる。ピアニストとしての活動を開始、1950年代からフランスのパリで活動を続けるとマルグリット・ロンに師事する。演奏家として舞台に立つほか大学で後進を導き、母国でサンパウロ州立パウリスタ大学（英語）とリオデジャネイロ連邦大学で教職についた。娘のサンドラ・ルチャートル（Sandra Lechartre）によると、フランスに暮らしの中心を移したのは1971年（48歳）以降という。

## 研究者として
音楽学者としては自身も師事しブラジルを代表する作曲家エイトル・ヴィラ＝ロボスの研究で知られている。
ヴィラ＝ロボスのピアノ独奏曲全曲を録音して1976年に発表、初めてその全容を世に問うた。また母国でフランスの作曲家兼指揮者のピエール・ブーレーズの名前を広め、あるいは欧米の作曲家の作品群としてフェリックス・メンデルスゾーンからジョージ・ガーシュイン、伴侶のフィリポの曲を演奏した。
著書の『白いインディオの想い出 ヴィラ＝ロボスの生涯と作品』は直弟子（じかでし）の鈴木裕子（すずき ゆうこ）の訳で2004年に日本でも発行された。

## 栄誉栄典
- イピランガ章[3]
- ブラジリア勲章[3]

## 主な作品

### 演奏
- Villa-Lobos, Heitor (作曲) ; Brandão, José Vieira (記譜) ; Schic, Anna Stella (演奏). A prole do bebê : no. 1 (Bonecas) ; Cirandas ; 2 préludes pour guitare. Adès [14.095-2], 1978. NCID BB27341353。CD、アナログ録音。ピアノ曲集。

- フランツ・シューベルト、ヨハネス・ブラームス. (1966) Anna Stella Schic interpreta Schubert e Brahms. ポルトガル語、ブラジルCBS。LP、78 rpm。

- フェリックス・メンデルスゾーン、セルゲイ・プロコフィエフ、クロード・ドビュッシー、エンリケ・グラナドス。 (1966) Anna Stella Schic interpreta Mandelssohn, Prokofiev, Debussy, Granados。言語コンテンツなし、ブラジルCBS。LP。

- Heitor Villa-Lobos;  フランシスコ・ミニョーネ（作曲）、Fructuoso Vianna（作曲）、 カマルゴ・グアルニエリ、クラウジオ・サントロ (1966) Ciclo brasileiro. ブラジルCBS。言語コンテンツなし、LP。

- At the center : selections from concerts at the Center for Inter-American Relations. アルゼンチン・モーツァルト協会木管五重奏団（Mozarteum Woodwind Quintet of Argentina）. (197?) [New York?] : 米州機構。言語コンテンツなし、LP。

- アルシデス・ランザ（英語）（作曲）
- アドルフォ・オドノポソフ（英語）（チェロ）
- Berta Huberman
- エフライン・ギギ（クラリネット）
- Israel Chorberg
- Heitor Villa-Lobos
- ヴィルチュ・マラーニョ（英語）（作曲）
- クラウジオ・サントロ
- アルベルト・ヒナステラ（作曲）
- Gabriel Brnčić（作曲）

- A Mare' encheu. Villa Lobos : Na interpretação de Anna-Stella Schic, 1、LP。出版地不明、出版者不明。LP。

### 楽譜
- エヴェレット・ヘルム（英語）; Anna Stella Schic. (1945年) Three American songs リオデジャネイロ：Everett Helm、ニューヨーク：Independent Music Publishers。OCLC 1015340686。

ピアノ曲。ホログラフから複製、リオデジャネイロ。書き込みあり「アンナ・ステラ・シックに捧げる」（"To Ana Stella Schic"）5枚、35 cm。
- ミシェル・フィリポ（Michel Philippot）; Anna Stella Schic. (1975年) Composition pour piano No. IV. アーカイブ資料、出版地不明、出版者名不明、OCLC 659161408。

黒インクの直筆手稿。タイトルページの裏側とfに演奏者への注意。ジョイント。1975年7月23日付けのSacemでの印章。別のミリ秒で作成された添付のコピーは、演奏者の書き込みとアンナ・ステラ・シックへの献辞入り。見開き、35 x 27 cm + 1 f。
- ミシェル・フィリポ (Michel Philippot) (1977年) A Anna Stella Schic [barré] A Claude Helffer // Composition pour Piano No. V。アーカイブ資料、出版地不明、出版者不明。 OCLC 659161418。

黒インクの直筆原稿。タイトルページの裏側（もう一方）およびfの演奏メモ。ジョイント。最後のページに日付と署名：「サンベルナルド - 16/01/77」。クロード・エルフェ宛ての献辞、アンナ・ステラ・シックへの献辞が重なる。形態：[1 f]、17ページ。33 x 22 cm +1枚。ピアノのための作曲。フランス国立図書館のカタログ掲載と番号。
没後の発表
- Edino Krieger（ドイツ語） (2009年) Prelúdio (Cantilena) & Fuga (Marcha-rancho) 楽譜. リオデジャネイロ : ブラジル音楽アカデミー、ブラジル音楽楽譜保存館（Academia Brasileira de Música, Banco de Partituras de Música Brasileira）、2009年。OCLC 881196734。

作曲時期：1954年。ピアノ曲。プレリュード、フーガ。ポルトガル語、スペイン語、英語の作曲家の伝記データより。献辞「アンナ・ステラ・シックに捧ぐ。」形態：楽譜1件（11ページ）